# Еудженіо Моджі
Еудженіо Моджі (італ. Eugenio Moggi) — професор комп'ютерних наук в університеті Генуї, в Італії.
Він вперше описав використання монад для структурування програм.

## Біографія
Академічні титули:
- Ph.D. в комп'ютерних науках, Единбурзький університет 1988[3]
- Laurea в комп'ютерних науках, Пізанський університет 1983
- Diploma, Scuola Normale Superiore di Pisa 1983

## Зноски
1. 1 2 3  Математичний генеалогічний проєкт — 1997.
2. ↑  Moggi, Eugenio (1991). Notions of Computation and Monads (PDF). Information and Computation. 93 (1): 55—92. doi:10.1016/0890-5401(91)90052-4. Архів оригіналу (PDF) за 22 березня 2011. Процитовано 15 березня 2018.
3. ↑  Edinburgh Research Archive [Архівовано 6 грудня 2016 у Wayback Machine.].